# 金丝桃素
金丝桃素（英語：Hypericin）是一种蒽醌类的衍生物，存在于貫葉連翹（学名：Hypericum perforatum）等许多金丝桃属植物中，被认为具有抗病毒活性。